# Czerniaków w Walce. Pismo codzienne AK
Czerniaków w Walce. Pismo codzienne AK – czasopismo wydawane w Warszawie, na Czerniakowie, w czasie powstania warszawskiego przez Dowództwo V Zgrupowania AK kpt. „Kryski” (Zygmunta Netzera). Redaktorami tego tytułu byli m.in. Stanisław Poznański („Stanisław Wójcicki”) i Zygmunt Strzemżalski.
Najprawdopodobniej ukazało się 19 numerów. Pierwszy numer wyszedł 22 sierpnia 1944 roku, ostatni znany ukazał się 11 września 1944 roku.